# Eidophasia insulella
Eidophasia insulella is een vlinder uit de familie koolmotten (Plutellidae). De wetenschappelijke naam is voor het eerst geldig gepubliceerd in 1900 door Walsingham.
De soort komt voor in Europa.